# Кетапанг
Кетапанг (индон. Ketapang) — город в Индонезии, столица одноимённого округа (Kabupaten Ketapang), входящего в провинцию Западный Калимантан. Расположен на острове Калимантан (Борнео), в дельте реки Паван. Население по состоянию на 2000 год — 77 765 человек, по подсчётам на 2012 год — 200 544 человек.

## История
Город назван по местному малайскому названию индийского миндаля (Terminalia catappa).
В 1930-х годах округ Кетапанг находился в составе Голландской Ост-Индии, где был одной из частей Резиденции западной части Борнео, центром которой был город Понтианак. В 1956 году округ стал автономным (независимым) и вошёл в состав провинции Западный Калимантан, управляемой регентом (bupati).
C 1961 года город является центром епархии Римско-католической церкви, входящей в митрополию Понтианака.

## Экономика
Основными видами деятельности являются производство пальмового масла, каучука и древесины. Кроме того, осуществляется добыча бокситов, циркония из смени песка и свинца.

## Демография
Кетапанг — многонациональный город. Большинство граждан — индонезийцы, однако среди меньшинств наиболее крупным являются китайцы (хань). Из меньшинств также выделяются мадурцы и яванцы. Большинство китайских жителей в Кетапанге представляют народы чаошань или хакка, причём преобладающей группой является чаошань.
Коренные индонезийцы, живущие в городе, в основном, малайского или даяцкого происхождения. Что касается речи, большинство граждан Кетапанга включают в свой индонезийский язык тип малайского акцента, который несколько похож на используемый в Малайзии.

## Транспорт
Город обслуживает аэропорт Кетапанга (Rahadi Osman Airport). В аэропорту выполняются некоторые соединительные рейсы в Понтианак и Семаранг через Pangkalan Bun. С февраля 2011 года из города есть также прямой рейс в Джакарту, их осуществляет компания Aviastar. В Кетапанг также может добраться с помощью корабля из Понтианака (шесть часов езды на катере, отправляющихся ежедневно в шесть утра).
Автобусы, такси и мотоциклы обеспечивают общественный проезд из Кетапанга в  Сукадану. 

## Достопримечательности
- Гунунг-Палунг — национальный парк, расположенный к северу от города, созданный как лесной заповедник в 1937 году. В парке обитает одна из крупнейших популяций орангутанов на Калимантане. (1°14′24″ ю. ш. 110°14′21″ в. д.HGЯO)
- Kelenteng Tua Pek Kong — китайский храм.
- Tugu Ale-ale. Ale-ale — вид окаменелостей (экзоскелет).

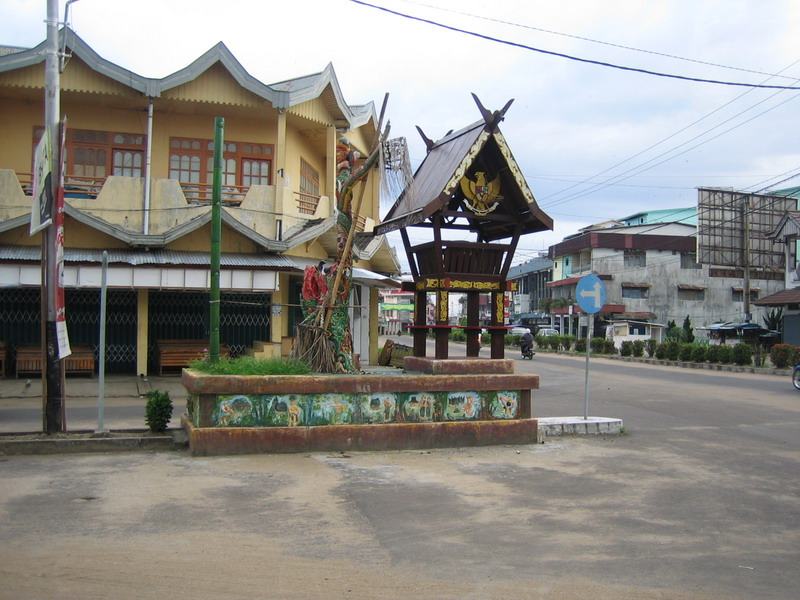
Здания города Кетапанг
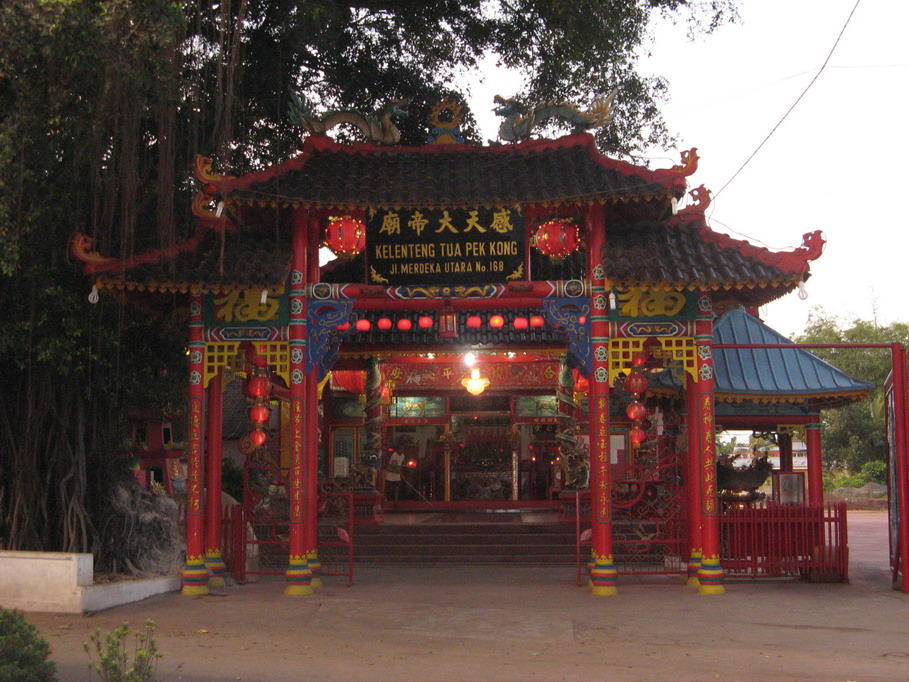
Kelenteng Tua Pek Kong
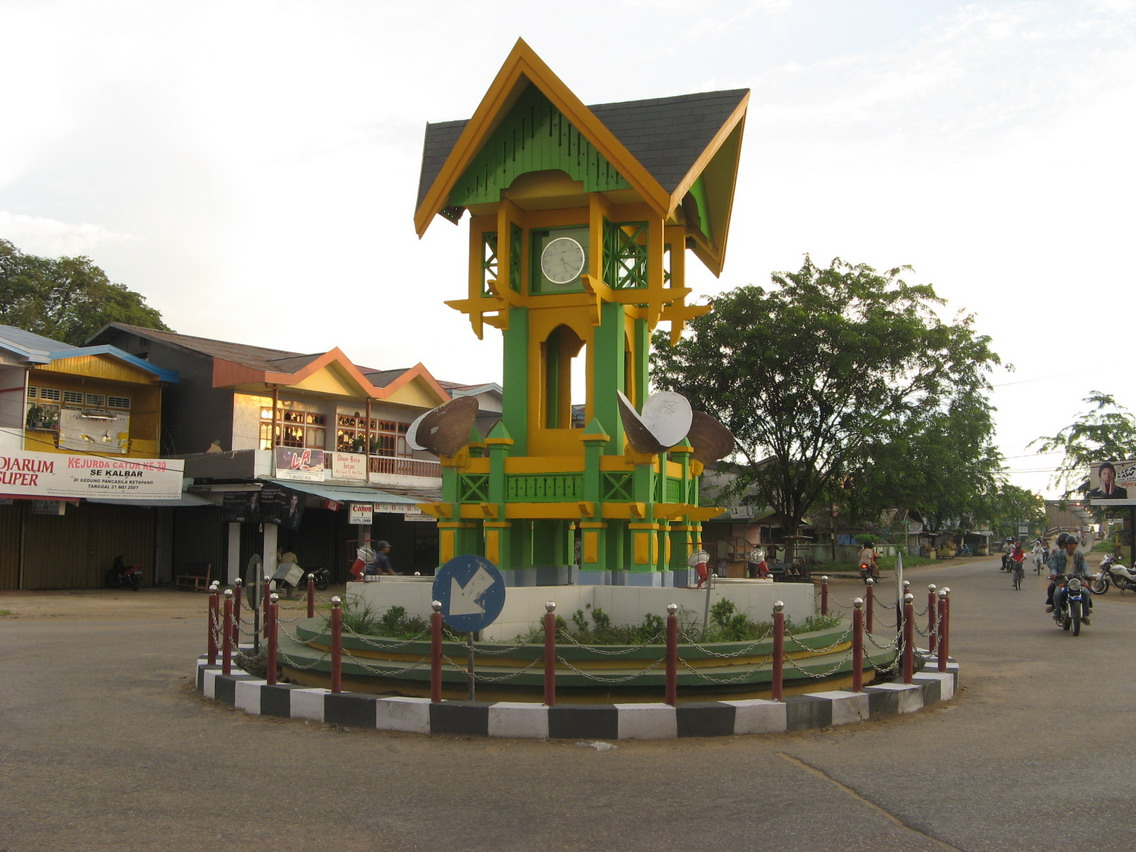
Tugu Ale-ale
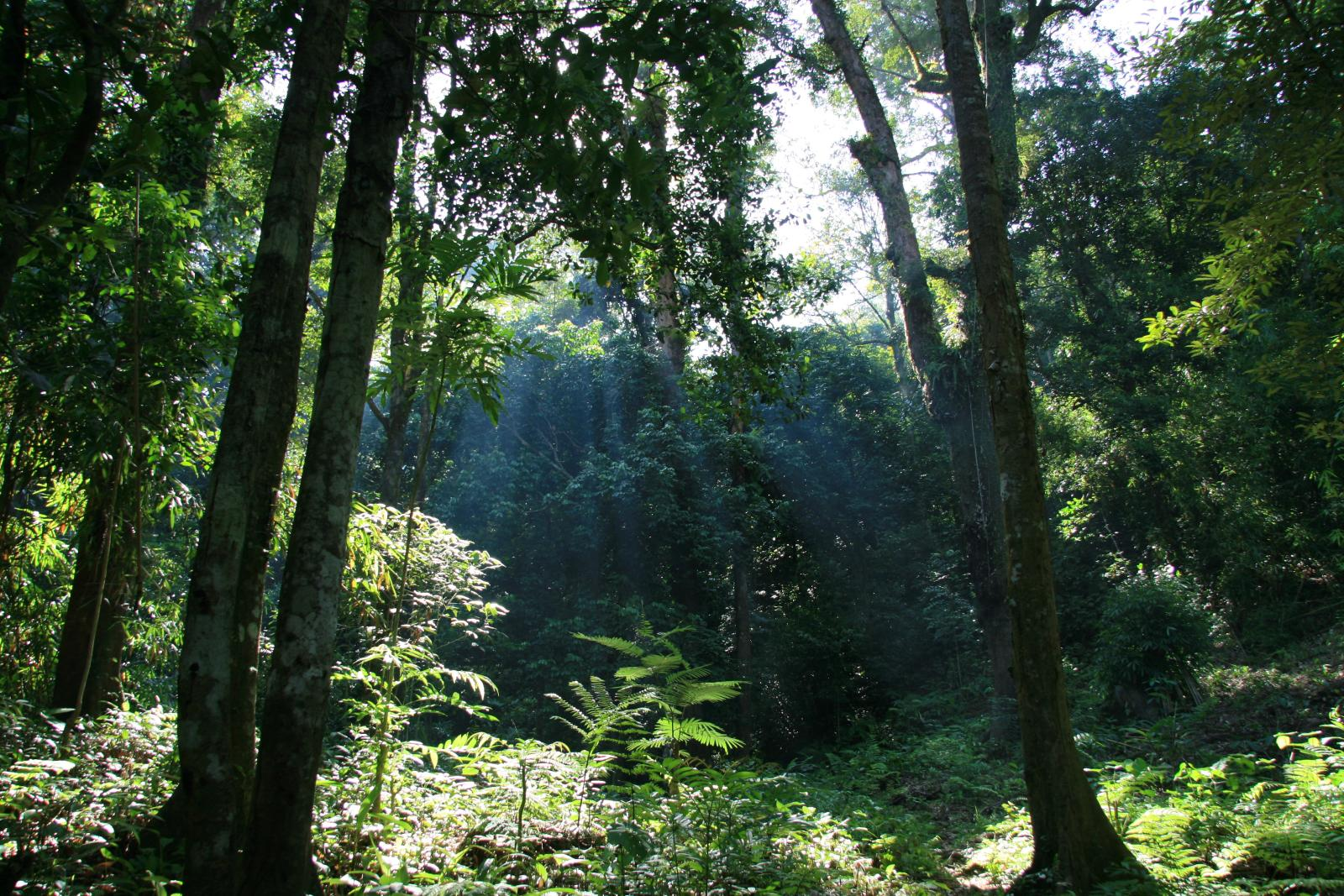
Национальный парк Гунунг-Палунг